# جان سن
جان سن (انگلیسی: Jon Sen؛ زادهٔ ۹ اکتبر ۱۹۷۴) نویسنده، کارگردان فیلم و تهیه‌کننده تلویزیونی اهل بریتانیا است. وی از سال ۲۰۰۰ میلادی تاکنون مشغول فعالیت بوده‌است.
از فیلم‌ها یا مجموعه‌های تلویزیونی که وی در آن‌ها نقش داشته‌است، می‌توان به ایست‌اندرز اشاره نمود.